# Liste der Monuments historiques in Asnières-lès-Dijon
Die Liste der Monuments historiques in Asnières-lès-Dijon führt die Monuments historiques in der französischen Gemeinde Asnières-lès-Dijon auf.

## Liste der Immobilien
| Bezeichnung | Beschreibung                                                                          | Standort                    | Kennzeichnung | Schutzstatus | Datum | Bild           |
| ----------- | ------------------------------------------------------------------------------------- | --------------------------- | ------------- | ------------ | ----- | -------------- |
| Friedhof    | Torhaus, 1402                                                                         | Chemin de la Cendine (Lage) | PA00112069    | Inscrit      | 1970  | weitere Bilder |
| Fort Brûlé  | bezeichnet 1876/77, 1944 weitgehend zerstört; auch auf dem Gebiet von Norges-la-Ville | nördlich des Ortes (Lage)   | PA21000033    | Inscrit      | 2006  | weitere Bilder |

## Liste der Objekte
| Bezeichnung                | Beschreibung                                                                | Standort                                       | Kennzeichnung | Schutzstatus | Datum | Bild |
| -------------------------- | --------------------------------------------------------------------------- | ---------------------------------------------- | ------------- | ------------ | ----- | ---- |
| Sakramentshaus             | Kalkstein, 14. Jahrhundert                                                  | in der Kirche Notre-Dame-de-la-Nativité (Lage) | PM21000076    | Classé       | 1913  |      |
| Skulptur Madonna mit Kind  | Kalkstein, farbig gefasst, 15. Jahrhundert                                  | in der Kirche Notre-Dame-de-la-Nativité (Lage) | PM21000077    | Classé       | 1913  |      |
| Zwölf-Apostel-Retabel      | Kalkstein, farbig gefasst, 15. Jahrhundert                                  | in der Kirche Notre-Dame-de-la-Nativité (Lage) | PM21000078    | Classé       | 1913  |      |
| Pietà                      | Kalkstein, bezeichnet 1585                                                  | in der Kirche Notre-Dame-de-la-Nativité (Lage) | PM21000079    | Classé       | 1913  |      |
| Skulptur Heiliger Abdon    | Kalkstein, 17. Jahrhundert, aus der Schule von Jean Dubois                  | in der Kirche Notre-Dame-de-la-Nativité (Lage) | PM21000080    | Classé       | 1913  |      |
| Skulptur Heiliger Claudius | Kalkstein, 17. Jahrhundert, aus der Schule von Jean Dubois                  | in der Kirche Notre-Dame-de-la-Nativité (Lage) | PM21000081    | Classé       | 1913  |      |
| Gemälde Heilige Familie    | Ölfarbe auf Leinwand, vergoldeter Holzrahmen, 17. Jahrhundert; nach Raffael | in der Kirche Notre-Dame-de-la-Nativité (Lage) | PM21000082    | Classé       | 1966  |      |